# Walckenaeria gologolensis
Walckenaeria gologolensis là một loài nhện trong họ Linyphiidae.
Loài này thuộc chi Walckenaeria. Walckenaeria gologolensis được miêu tả năm 1990 bởi Scharff.